# Gérard Krawczyk

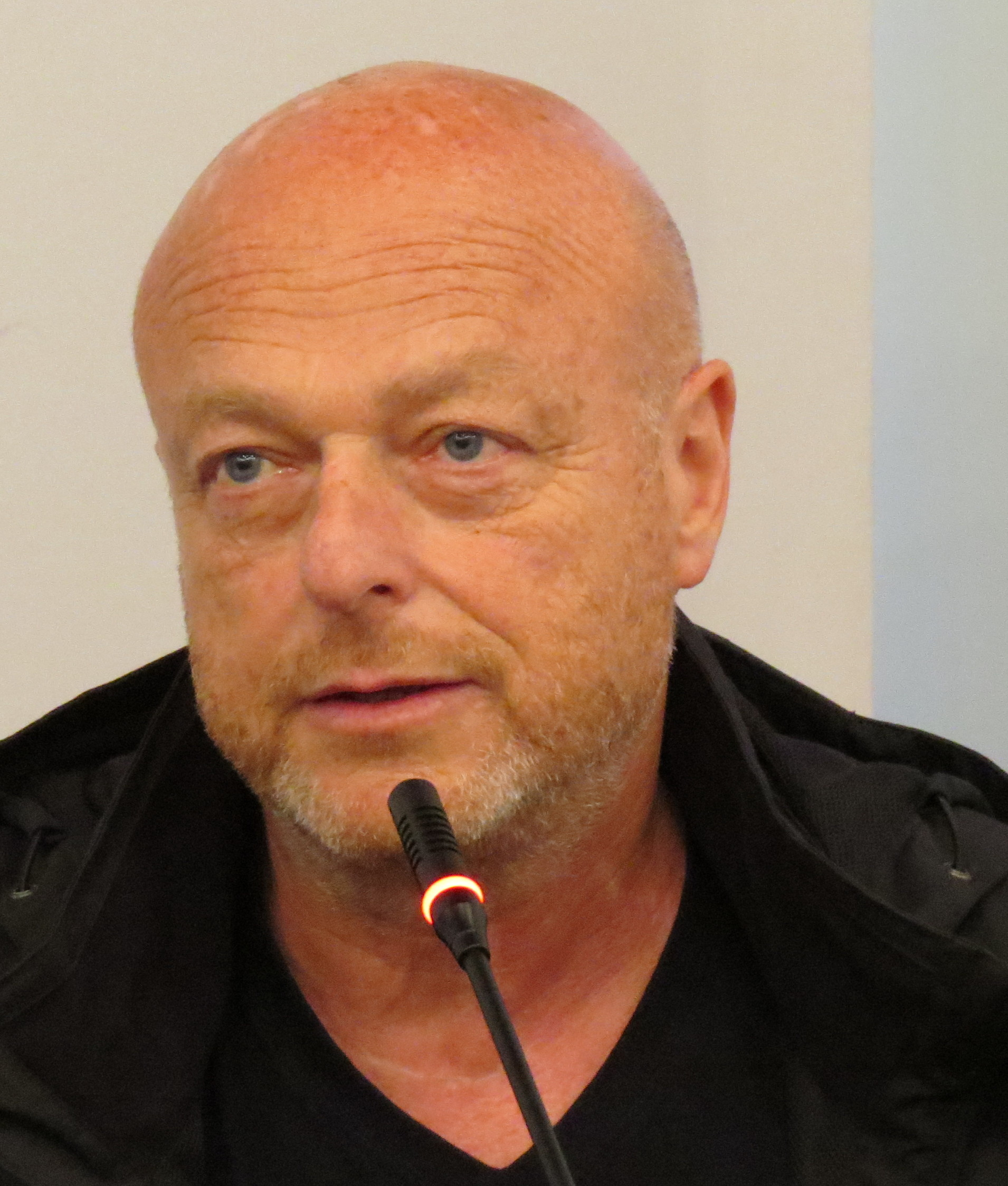
Gérard Krawczyk

Gérard Krawczyk (* 17. Mai 1953 in Paris) ist ein französischer Regisseur und Drehbuchautor.
Seine Wurzeln hat Gérard Krawczyk jedoch in Polen, in der Stadt Częstochowa (Tschenstochau). Dort lebten seine Großeltern.
Gérard Krawczyk ist ein Absolvent der Filmhochschule La fémis bzw. ihres Vorgängers Institut des hautes études cinématographiques.
Häufig arbeitet er mit dem Filmproduzenten und Regisseur Luc Besson zusammen, so etwa bei den drei Fortsetzungen des Films Taxi.

## Filmografie (Auswahl)
- 1997: Héroïnes
- 2000: Taxi Taxi (Taxi 2)
- 2001: Wasabi – Ein Bulle in Japan (Wasabi)
- 2003: Fanfan der Husar (Fanfan la tulipe)
- 2003: Taxi 3
- 2007: Taxi 4
- 2007: Die rote Herberge (L’auberge rouge)